# Кожемякин, Константин Филиппович
Константин Филиппович Кожемякин (4 января 1921, Незлобная, Ставропольский край, — 25 ноября 2003, Краснодар) — управляющий трестом «Краснодарнефтеразведка», лауреат Ленинской премии (1961).
Был призван в Вооруженные силы СССР из Грозненского нефтяного института в июле 1941 года. После окончания танкового училища принимал участие в боевых действиях на фронтах Великой Отечественной войны (Сталинградский фронт с сентября 1942 по февраль 1943; Юго-Западный фронт — помощник командира роты по технической части с июля по октябрь 1943; Украинский фронт с января по 9 мая 1945)
Имел ранения. Уволен в запас в августе 1946 года в звании инженер-капитана.
Награждён орденами Красной Звезды (22.01.1945), Отечественной войны II степени (28.04.1945), Отечественной войны I степени (06.11.1985), медалями «За оборону Сталинграда», "За оборону Будапешта", "За взятие Вены", "За победу над Германией".
В 1949 г. окончил Грозненский нефтяной институт, в который поступил ещё до армейской службы. Работал в тресте «Краснодарнефтеразведка» (первая должность — инженер участка), с 1956 г. управляющий этим трестом. 
В 1970-1981 первый начальник Краснодарского управления буровых работ, организованного 1 июля 1970 г. на базе треста «Краснодарнефтеразведка». Предприятие становилось первопроходцем во многих сферах отечественной буровой отрасли. Впервые в стране краснодарские буровики пробурили многоствольную скважину, освоили строительство сверхглубоких скважин и построили самую глубокую в СССР и Европе скважину на Медведовской площади – 6320 метров. Буровые работы велись на территории Краснодарского края, Ростовской и Астраханской областей, на севере Западной Сибири, в акваториях Азовского и Чёрного морей.  
Лауреат Ленинской премии (1961) — за открытие и разведку крупных газоконденсатных месторождений в Краснодарском крае.
Награждён двумя орденами «Знак Почёта».